# Mistrzostwa Polski w short tracku
Mistrzostwa Polski w short tracku – coroczne ogólnopolskie zawody w short tracku, które organizowane są pod egidą Polskiego Związku Łyżwiarstwa Szybkiego (PZŁS). Po raz pierwszy nieoficjalną imprezę rozegrano w 1994 roku, natomiast pierwszą oficjalną imprezę rozegrano w okresie 22–23 lutego 1997 roku na Toropolu w Opolu.

## Edycje
| Lp. | Edycja | Miasto        |
| --- | ------ | ------------- |
| 1.  | 1997   | Opole         |
| 2.  | 1998   | Opole         |
| 3.  | 1999   | Opole         |
| 4.  | 2000   | Toruń         |
| 5.  | 2001   | Białystok     |
| 6.  | 2002   | Toruń         |
| 7.  | 2003   | Warszawa      |
| 8.  | 2004   | Krynica-Zdrój |
| 9.  | 2005   | Opole         |
| 10. | 2006   | Opole         |

| Lp. | Edycja | Miasto    |
| --- | ------ | --------- |
| 11. | 2007   | Białystok |
| 12. | 2008   | Gdańsk    |
| 13. | 2009   | Elbląg    |
| 14. | 2010   | Cieszyn   |
| 15. | 2011   | Białystok |
| 16. | 2012   | Elbląg    |
| 17. | 2013   | Elbląg    |
| 18. | 2014   | Elbląg    |
| 19. | 2015   | Elbląg    |
| 20. | 2016   | Gdańsk    |

| Lp. | Edycja | Miasto              |
| --- | ------ | ------------------- |
| 21. | 2017   | Opole               |
| 22. | 2018   | Tomaszów Mazowiecki |
| 23. | 2019   | Tomaszów Mazowiecki |
| 24. | 2020   | Białystok           |
| 25. | 2021   | Gdańsk              |
| 26. | 2022   | Gdańsk              |

## Zwycięzcy

### Kobiety
| Rok  | 500 metrów                               | 1000 metrów                              | 1500 metrów                              | Superfinał 3000 metrów                   | Wielobój                                 | Sztafeta 3000 metrów                                                                                         |
| ---- | ---------------------------------------- | ---------------------------------------- | ---------------------------------------- | ---------------------------------------- | ---------------------------------------- | --- |
| 1997 | Marta Bakier (Juvenia Białystok)         | Anna Charkiewicz (Juvenia Białystok)     | Anna Charkiewicz (Juvenia Białystok)     | Anna Charkiewicz (Juvenia Białystok)     | Anna Charkiewicz (Juvenia Białystok)     | Juvenia Białystok Marta Bakier Anna Charkiewicz Karolina Futryn Anna Piekarska                               |
| 1998 | Anna Charkiewicz (Juvenia Białystok)     | Marta Bakier (Juvenia Białystok)         | Marta Bakier (Juvenia Białystok)         | Marta Bakier (Juvenia Białystok)         | Marta Bakier (Juvenia Białystok)         | Juvenia Białystok Marta Bakier Karolina Futryn Anna Charkiewicz Anna Piekarska                               |
| 1999 | Marta Bakier (Juvenia Białystok)         | Marta Bakier (Juvenia Białystok)         | Aneta Sadowska (Juvenia Białystok)       | Marta Bakier (Juvenia Białystok)         | Marta Bakier (Juvenia Białystok)         | Juvenia Białystok Marta Bakier Magdalena Motybel Agnieszka Sadowska K. Leszczyńska                           |
| 2000 | Natalia Świerczkowa (Juvenia Białystok)  | Natalia Świerczkowa (Juvenia Białystok)  | Natalia Świerczkowa (Juvenia Białystok)  | Natalia Świerczkowa (Juvenia Białystok)  | Natalia Świerczkowa (Juvenia Białystok)  | Juvenia Białystok Karolina Futryn Beata Żylińska Wioleta Supranowicz Natalia Świerczkowa                     |
| 2001 | Natalia Świerczkowa (Juvenia Białystok)  | Natalia Świerczkowa (Juvenia Białystok)  | Natalia Świerczkowa (Juvenia Białystok)  | Natalia Świerczkowa (Juvenia Białystok)  | Natalia Świerczkowa (Juvenia Białystok)  | Juvenia Białystok Laura Rzemek Wioleta Supranowicz Natalia Świerczkowa Anna Romanowicz                       |
| 2002 | Aida Popiołek (OMKŁS Opole)              | Aida Popiołek (OMKŁS Opole)              | Aida Popiołek (OMKŁS Opole)              | Karolina Regucka (Juvenia Białystok)     | Aida Popiołek (OMKŁS Opole)              | Juvenia Białystok Laura Rzemek Wioleta Supranowicz Katarzyna Ostrowska Beata Żylińska                        |
| 2003 | Magdalena Gęsior (MMKS Nowy Targ)        | Karolina Regucka (Juvenia Białystok)     | Karolina Regucka (Juvenia Białystok)     | Agnieszka Olechnicka (Juvenia Białystok) | Karolina Regucka (Juvenia Białystok)     | Juvenia Białystok III Agnieszka Olechnicka Karolina Regucka Patrycja Maliszewska Sandra Domalewska           |
| 2004 | Natalia Grajcar (OMKŁS Opole)            | Karolina Regucka (Juvenia Białystok)     | Karolina Regucka (Juvenia Białystok)     | Karolina Regucka (Juvenia Białystok)     | Karolina Regucka (Juvenia Białystok)     | Juvenia Białystok II                                                                                         |
| 2005 | Karolina Regucka (Juvenia Białystok)     | Patrycja Maliszewska (Juvenia Białystok) | Karolina Regucka (Juvenia Białystok)     | Joanna Antecka (Juvenia Białystok)       | Karolina Regucka (Juvenia Białystok)     | Juvenia Białystok Agnieszka Bawerna Joanna Antecka Karolina Regucka Patrycja Maliszewska                     |
| 2006 | Aida Popiołek (AZS Opole)                | Karolina Regucka (Juvenia Białystok)     | Karolina Regucka (Juvenia Białystok)     | Paula Bzura (Juvenia Białystok)          | Karolina Regucka (Juvenia Białystok)     | Juvenia Białystok Anna Romanowicz Joanna Adamska Karolina Regucka Magdalena Sienkiewicz                      |
| 2007 | Patrycja Maliszewska (Juvenia Białystok) | Paula Bzura (Juvenia Białystok)          | Paula Bzura (Juvenia Białystok)          | Paula Bzura (Juvenia Białystok)          | Paula Bzura (Juvenia Białystok)          | Juvenia Białystok Agnieszka Bawerna Anna Romanowicz Patrycja Maliszewska Karolina Regucka                    |
| 2008 | Patrycja Maliszewska (Juvenia Białystok) | Patrycja Maliszewska (Juvenia Białystok) | Aida Popiołek (AZS Opole)                | Karolina Regucka (Juvenia Białystok)     | Patrycja Maliszewska (Juvenia Białystok) | Juvenia Białystok Natalia Maliszewska Patrycja Maliszewska Hanna Sokołowska Sara Śliżewska Gabriela Topolska |
| 2009 | Patrycja Maliszewska (Juvenia Białystok) | Karolina Regucka (Juvenia Białystok)     | Karolina Regucka (Juvenia Białystok)     | Patrycja Maliszewska (Juvenia Białystok) | Karolina Regucka (Juvenia Białystok)     | Juvenia Białystok Agnieszka Bawerna Anna Romanowicz Karolina Regucka Patrycja Maliszewska                    |
| 2010 | Patrycja Maliszewska (Juvenia Białystok) | Paula Bzura (Juvenia Białystok)          | Paula Bzura (Juvenia Białystok)          | Patrycja Maliszewska (Juvenia Białystok) | Patrycja Maliszewska (Juvenia Białystok) | Juvenia Białystok Agnieszka Bawerna Karolina Regucka Patrycja Maliszewska Paula Bzura                        |
| 2011 | Agnieszka Tawrel (Juvenia Białystok)     | Paula Bzura (Juvenia Białystok)          | Paula Bzura (Juvenia Białystok)          | Agnieszka Tawrel (Juvenia Białystok)     | Paula Bzura (Juvenia Białystok)          | Juvenia Białystok Agnieszka Bawerna Agnieszka Tawrel Anna Romanowicz Paula Bzura                             |
| 2012 | Patrycja Maliszewska (Juvenia Białystok) | Patrycja Maliszewska (Juvenia Białystok) | Paula Bzura (Juvenia Białystok)          | Paula Bzura (Juvenia Białystok)          | Patrycja Maliszewska (Juvenia Białystok) | Juvenia Białystok Karolina Regucka Natalia Maliszewska Patrycja Maliszewska Paula Bzura                      |
| 2013 | Patrycja Maliszewska (Juvenia Białystok) | Patrycja Maliszewska (Juvenia Białystok) | Barbara Kobylakiewicz (AZS Opole)        | Paula Bzura (Juvenia Białystok)          | Patrycja Maliszewska (Juvenia Białystok) | Juvenia Białystok Agnieszka Tawrel Natalia Maliszewska Nikola Mazur Patrycja Maliszewska Paula Bzura         |
| 2014 | Patrycja Maliszewska (Juvenia Białystok) | Patrycja Maliszewska (Juvenia Białystok) | Patrycja Maliszewska (Juvenia Białystok) | Patrycja Maliszewska (Juvenia Białystok) | Patrycja Maliszewska (Juvenia Białystok) | Juvenia Białystok Natalia Maliszewska Patrycja Maliszewska Nikola Mazur Magdalena Warakomska                 |
| 2015 | Patrycja Maliszewska (Juvenia Białystok) | Natalia Maliszewska (Juvenia Białystok)  | Natalia Maliszewska (Juvenia Białystok)  | Magdalena Warakomska (AZS Opole)         | Natalia Maliszewska (Juvenia Białystok)  | Juvenia Białystok Natalia Maliszewska Nikola Mazur Gabriela Topolska Magdalena Warakomska                    |
| 2016 | Natalia Maliszewska (Juvenia Białystok)  | Natalia Maliszewska (Juvenia Białystok)  | Magdalena Warakomska (AZS Opole)         | Oliwia Gawlica (AZS Opole)               | Magdalena Warakomska (AZS Opole)         | Juvenia Białystok Natalia Maliszewska Patrycja Maliszewska Nikola Mazur                                      |
| 2017 | Natalia Maliszewska (Juvenia Białystok)  | Magdalena Warakomska (AZS Opole)         | Magdalena Warakomska (AZS Opole)         | Natalia Maliszewska (Juvenia Białystok)  | Magdalena Warakomska (AZS Opole)         | Juvenia Białystok Natalia Maliszewska Patrycja Maliszewska Patrycja Markiewicz Nikola Mazur                  |
| 2018 | Magdalena Warakomska (AZS Opole)         | Kamila Stormowska (Orzeł Elbląg)         | Magdalena Warakomska (AZS Opole)         | Magdalena Warakomska (AZS Opole)         | Magdalena Warakomska (AZS Opole)         | Juvenia Białystok Natalia Maliszewska Patrycja Maliszewska Patrycja Markiewicz Nikola Mazur                  |
| 2019 | Natalia Maliszewska (Juvenia Białystok)  | Nikola Mazur (Juvenia Białystok)         | Gabriela Topolska (Juvenia Białystok)    | Natalia Maliszewska (Juvenia Białystok)  | Natalia Maliszewska (Juvenia Białystok)  | Juvenia Białystok Ada Majewska Natalia Maliszewska Patrycja Maliszewska Patrycja Markiewicz Nikola Mazur     |
| 2020 | Natalia Maliszewska (Juvenia Białystok)  | Natalia Maliszewska (Juvenia Białystok)  | Natalia Maliszewska (Juvenia Białystok)  | Kamila Stormowska (Stoczniowiec Gdańsk)  | Natalia Maliszewska (Juvenia Białystok)  | Juvenia Białystok Natalia Maliszewska Patrycja Maliszewska Hanna Sokołowska Gabriela Topolska                |
| 2021 | Natalia Maliszewska (Juvenia Białystok)  | Natalia Maliszewska (Juvenia Białystok)  | Natalia Maliszewska (Juvenia Białystok)  | Natalia Maliszewska (Juvenia Białystok)  | Natalia Maliszewska (Juvenia Białystok)  | Juvenia Białystok Natalia Maliszewska Patrycja Maliszewska Hanna Sokołowska Sara Śliżewska Gabriela Topolska |
| 2022 |                                          |                                          |                                          |                                          |                                          | |

### Mężczyźni
| Rok  | 500 metrów                                | 1000 metrów                              | 1500 metrów                              | Superfinał 3000 metrów                   | Wielobój                                 | Sztafeta 5000 metrów                                                                                      |
| ---- | ----------------------------------------- | ---------------------------------------- | ---------------------------------------- | ---------------------------------------- | ---------------------------------------- | --- |
| 1997 | Władimir Czeladziński (Smoleńsk)          | Maciej Pryczek (Juvenia Białystok)       | Maciej Pryczek (Juvenia Białystok)       | Maciej Pryczek (Juvenia Białystok)       | Maciej Pryczek (Juvenia Białystok)       | Juvenia Białystok Maciej Pryczek Tomasz Sadowski Mariusz Wojnowski Karol Bobowicz                         |
| 1998 | Maciej Pryczek (Juvenia Białystok)        | Maciej Pryczek (Juvenia Białystok)       | Maciej Pryczek (Juvenia Białystok)       | Maciej Pryczek (Juvenia Białystok)       | Maciej Pryczek (Juvenia Białystok)       | Juvenia Białystok Maciej Pryczek Tomasz Sadowski Mariusz Wojnowski Karol Bobowicz                         |
| 1999 | Maciej Pryczek (Juvenia Białystok)        | Maciej Pryczek (Juvenia Białystok)       | Maciej Pryczek (Juvenia Białystok)       | Maciej Pryczek (Juvenia Białystok)       | Maciej Pryczek (Juvenia Białystok)       | Nie rozegrano                                                                                             |
| 2000 | Ludwik Krawczyk (OMKŁS Opole)             | Ludwik Krawczyk (OMKŁS Opole)            | Ludwik Krawczyk (OMKŁS Opole)            | Krystian Zdrojkowski (Juvenia Białystok) | Ludwik Krawczyk (OMKŁS Opole)            | OMKŁS Opole Karol Bobowicz Ludwik Krawczyk Bartosz Sobieraj Mariusz Wojnowski                             |
| 2001 | Krystian Zdrojkowski (Juvenia Białystok)  | Krystian Zdrojkowski (Juvenia Białystok) | Krystian Zdrojkowski (Juvenia Białystok) | Krystian Zdrojkowski (Juvenia Białystok) | Krystian Zdrojkowski (Juvenia Białystok) | Juvenia Białystok II Adam Bitiucki Paweł Filipowicz Krzysztof Babul Mariusz Wojnowski                     |
| 2002 | Krystian Zdrojkowski (Juvenia Białystok)  | Krystian Zdrojkowski (Juvenia Białystok) | Krystian Zdrojkowski (Juvenia Białystok) | Krzysztof Babul (Juvenia Białystok)      | Krystian Zdrojkowski (Juvenia Białystok) | Błyskawica Toruń Maciej Makowski Maciej Chmielecki Przemysław Mańkowski Adam Filipowicz                   |
| 2003 | Przemysław Jurkiewicz (Juvenia Białystok) | Dariusz Kulesza (Juvenia Białystok)      | Krystian Zdrojkowski (Juvenia Białystok) | Zbigniew Bródka (Błyskawica Domaniewice) | Zbigniew Bródka (Błyskawica Domaniewice) | Juvenia Białystok III Dariusz Kulesza Jakub Jaworski Roman Izbicki Przemysław Szewczuk                    |
| 2004 | Krystian Zdrojkowski (Juvenia Białystok)  | Krystian Zdrojkowski (Juvenia Białystok) | Dariusz Kulesza (Juvenia Białystok)      | Krystian Zdrojkowski (Juvenia Białystok) | Krystian Zdrojkowski (Juvenia Białystok) | Juvenia Białystok II                                                                                      |
| 2005 | Dariusz Kulesza (Juvenia Białystok)       | Dariusz Kulesza (Juvenia Białystok)      | Krystian Zdrojkowski (Juvenia Białystok) | Jakub Jaworski (Juvenia Białystok)       | Krystian Zdrojkowski (Juvenia Białystok) | Juvenia Białystok Dariusz Kulesza Jakub Jaworski Krystian Zdrojkowski Tomasz Wróblewski                   |
| 2006 | Zbigniew Bródka (AZS Opole)               | Zbigniew Bródka (AZS Opole)              | Zbigniew Bródka (AZS Opole)              | Jakub Jaworski (AZS Opole)               | Zbigniew Bródka (AZS Opole)              | AZS Opole Jakub Jaworski Karol Bobowicz Łukasz Fabiański Przemysław Szewczuk Zbigniew Bródka              |
| 2007 | Zbigniew Bródka (AZS Opole)               | Roman Izbicki (Juvenia Białystok)        | Zbigniew Bródka (AZS Opole)              | Jakub Jaworski (AZS Opole)               | Zbigniew Bródka (AZS Opole)              | AZS Opole Adam Filipowicz Jakub Jaworski Łukasz Fabiański Przemysław Szewczuk Zbigniew Bródka             |
| 2008 | Bartosz Konopko (Juvenia Białystok)       | Bartosz Konopko (Juvenia Białystok)      | Bartosz Konopko (Juvenia Białystok)      | Jakub Jaworski (Juvenia Białystok)       | Bartosz Konopko (Juvenia Białystok)      | Juvenia Białystok Bartosz Konopko Dariusz Kulesza Jakub Jaworski Tomasz Wróblewski                        |
| 2009 | Dariusz Kulesza (Juvenia Białystok)       | Dariusz Kulesza (Juvenia Białystok)      | Jakub Jaworski (Juvenia Białystok)       | Jakub Jaworski (Juvenia Białystok)       | Dariusz Kulesza (Juvenia Białystok)      | Juvenia Białystok Jakub Borowski Jakub Ginter Łukasz Michalczuk Marcin Makarczuk-Jackowski                |
| 2010 | Bartosz Konopko (Juvenia Białystok)       | Bartosz Konopko (Juvenia Białystok)      | Bartosz Konopko (Juvenia Białystok)      | Jakub Jaworski (Juvenia Białystok)       | Bartosz Konopko (Juvenia Białystok)      | Juvenia Białystok II Jakub Borowski Jakub Ginter Łukasz Michalczuk Marcin Makarczuk-Jackowski             |
| 2011 | Bartosz Konopko (Juvenia Białystok)       | Dawid Rzemieniecki (Juvenia Białystok)   | Bartosz Konopko (Juvenia Białystok)      | Dawid Rzemieniecki (Juvenia Białystok)   | Bartosz Konopko (Juvenia Białystok)      | Juvenia Białystok II Dawid Rzemieniecki Jakub Borowski Marcin Makarczuk-Jackowski Wojciech Kraśnicki      |
| 2012 | Bartosz Konopko (Juvenia Białystok)       | Bartosz Konopko (Juvenia Białystok)      | Bartosz Konopko (Juvenia Białystok)      | Jakub Jaworski (Juvenia Białystok)       | Bartosz Konopko (Juvenia Białystok)      | Juvenia Białystok Bartosz Konopko Dariusz Kulesza Dawid Rzemieniecki Jakub Jaworski Wojciech Kraśnicki    |
| 2013 | Bartosz Konopko (Juvenia Białystok)       | Bartosz Konopko (Juvenia Białystok)      | Bartosz Konopko (Juvenia Białystok)      | Bartosz Konopko (Juvenia Białystok)      | Bartosz Konopko (Juvenia Białystok)      | Juvenia Białystok Bartosz Konopko Dawid Rzemieniecki Jakub Jaworski Rafał Piórecki Szymon Wilczyk         |
| 2014 | Dawid Rzemieniecki (Juvenia Białystok)    | Szymon Wilczyk (Juvenia Białystok)       | Szymon Wilczyk (Juvenia Białystok)       | Adam Filipowicz (AZS Opole)              | Szymon Wilczyk (Juvenia Białystok)       | Juvenia Białystok Wojciech Kamieński Wojciech Kraśnicki Dawid Rzemieniecki Szymon Wilczyk Bartosz Konopko |
| 2015 | Adam Filipowicz (AZS Opole)               | Bartosz Konopko (Juvenia Białystok)      | Bartosz Konopko (Juvenia Białystok)      | Szymon Wilczyk (Juvenia Białystok)       | Szymon Wilczyk (Juvenia Białystok)       | Juvenia Białystok Wojciech Kamieński Wojciech Kraśnicki Michał Skorulski Szymon Wilczyk                   |
| 2016 | Bartosz Konopko (Juvenia Białystok)       | Bartosz Konopko (Juvenia Białystok)      | Bartosz Konopko (Juvenia Białystok)      | Rafał Anikiej (Juvenia Białystok)        | Bartosz Konopko (Juvenia Białystok)      | Orzeł Elbląg Krystian Giszka Adrian Jasiński Michael Popov Beniamin Rumak                                 |
| 2017 | Rafał Anikiej (Juvenia Białystok)         | Bartosz Konopko (Juvenia Białystok)      | Bartosz Konopko (Juvenia Białystok)      | Rafał Anikiej (Juvenia Białystok)        | Rafał Anikiej (Juvenia Białystok)        | Juvenia Białystok Rafał Anikiej Bartosz Bielecki Bartosz Konopko Szymon Wilczyk                           |
| 2018 | Bartosz Konopko (Juvenia Białystok)       | Rafał Anikiej (Juvenia Białystok)        | Szymon Wilczyk (Juvenia Białystok)       | Bartosz Konopko (Juvenia Białystok)      | Rafał Anikiej (Juvenia Białystok)        | Juvenia Białystok Rafał Anikiej Bartosz Konopko Karol Nieścier Szymon Wilczyk                             |
| 2019 | Szymon Wilczyk (Juvenia Białystok)        | Szymon Wilczyk (Juvenia Białystok)       | Szymon Wilczyk (Juvenia Białystok)       | Paweł Adamski (Juvenia Białystok)        | Szymon Wilczyk (Juvenia Białystok)       | Juvenia Białystok Paweł Adamski Łukasz Kuczyński Karol Nieścier Krystian Werpachowski Szymon Wilczyk      |
| 2020 | Rafał Anikiej (Juvenia Białystok)         | Rafał Anikiej (Juvenia Białystok)        | Mateusz Krzemiński (AZS Opole)           | Rafał Anikiej (Juvenia Białystok)        | Rafał Anikiej (Juvenia Białystok)        | Juvenia Białystok Paweł Adamski Rafał Anikiej Łukasz Kuczyński Karol Nieścier                             |
| 2021 | Rafał Anikiej (Juvenia Białystok)         | Rafał Anikiej (Juvenia Białystok)        | Rafał Anikiej (Juvenia Białystok)        | Rafał Anikiej (Juvenia Białystok)        | Rafał Anikiej (Juvenia Białystok)        | Juvenia Białystok Rafał Anikiej Bartosz Krawczykowicz Mateusz Mikołajuk Karol Nieścier Michał Niewiński   |
| 2022 |                                           |                                          |                                          |                                          |                                          | |

### Sztafeta mieszana 2000 metrów
| Rok  | Sztafeta 5000 metrów                                                                      |
| ---- | ----------------------------------------------------------------------------------------- |
| 2020 | Juvenia Białystok Natalia Maliszewska Patrycja Maliszewska Paweł Adamski Łukasz Kuczyński |
| 2021 | Juvenia Białystok Patrycja Maliszewska Hanna Sokołowska Rafał Anikiej Karol Nieścier      |
| 2022 |                                                                                           |